# Střední Ural
Střední Ural (rusky Средний Урал) je jeden z celků, na které se dělí velké pohoří Ural ležící v Uralském federálním okruhu v Rusku na hranici mezi Evropou a Asií. Leží spíše v jeho jižní části, severně od Jižního Uralu a jižně od Severního Uralu. Od severu k jihu je dlouhý přibližně 450 kilometrů a nižší než zbytek vlastního Uralu.

## Poloha
Střední Ural zasahuje v rámci Ruské federace do Sverdlovské oblasti, Permského kraje, Čeljabinské oblasti a Baškortostánu. Za severní hranici Středního Uralu, tedy místo, kde přechází v Severní Ural, je považována oblast pramenů řeky Kosvy – pokud se do něj ještě započítává, je jeho nejsevernějším a zároveň nejvyšším vrcholem v této oblasti ležící hora Osljanka (Ослянка) s výškou 1119 metrů. Jižní hranicí Středního Uralu je oblast horního toku Ufy, přičemž za nejsevernější vrchol Jižního Uralu je považována Jurma.

## Galérie

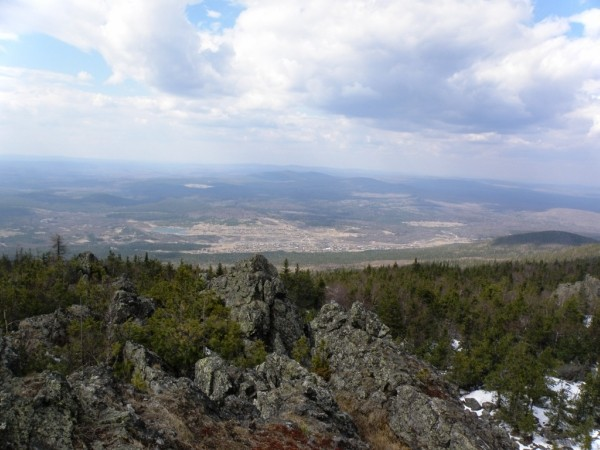
Pohled z hory Kačkanaru na město Kačkanar
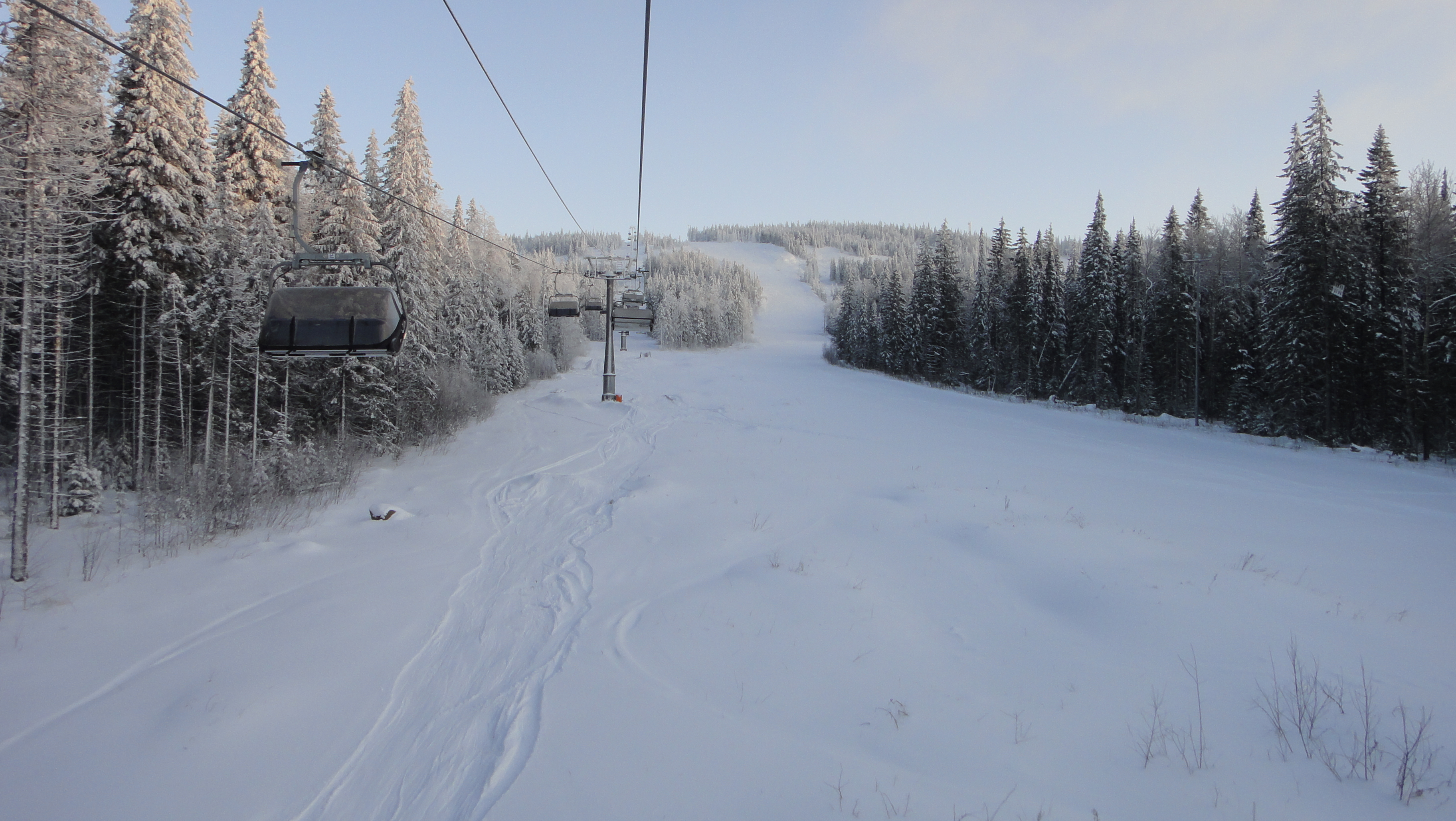
Lanovka na Belaju Goru v zimě
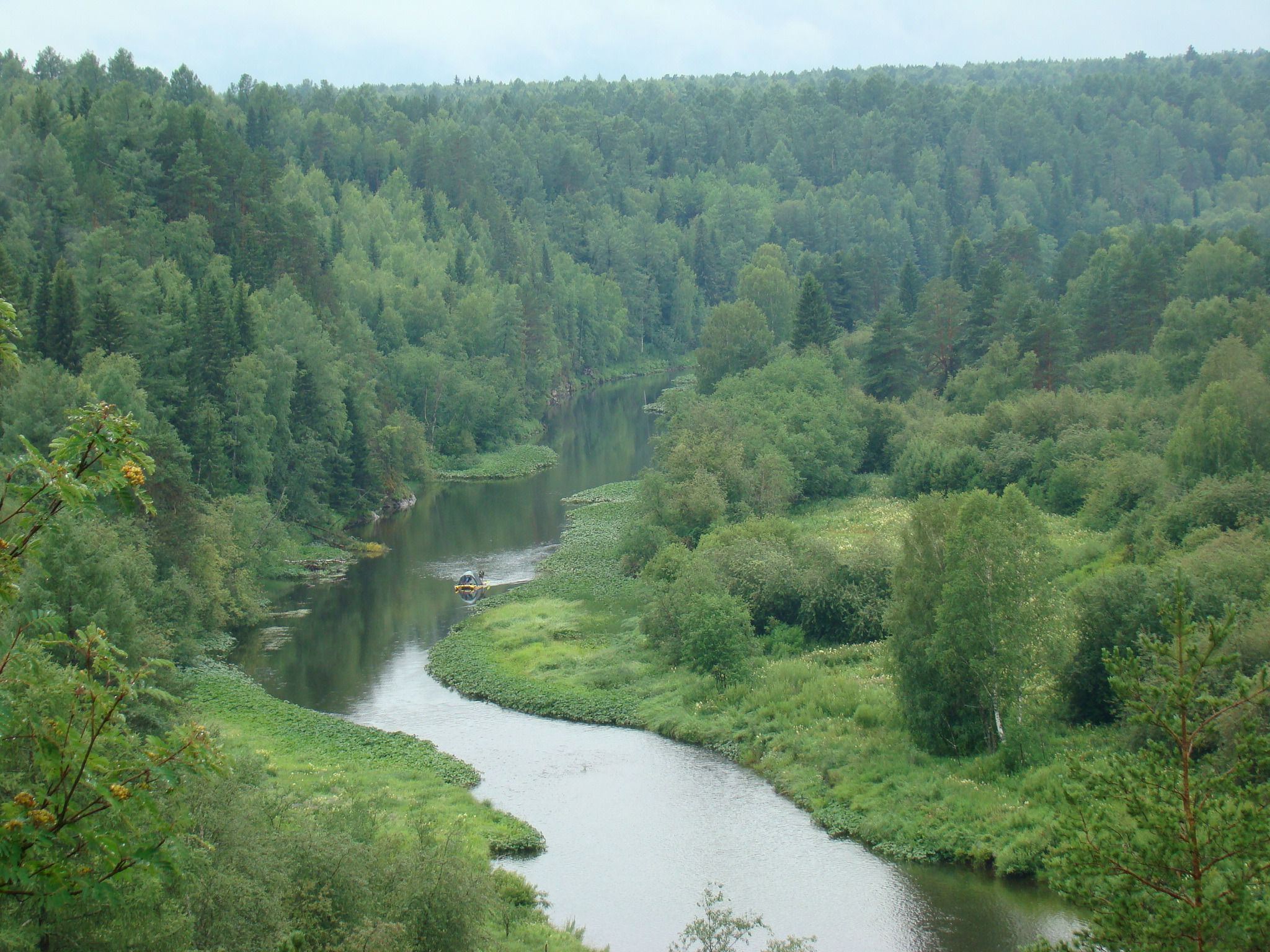
Řeka Serga v národním parku Oleňji Ručji